# يوشيماسا سود
يوشيماسا سودَ (باليابانية: 須田 芳正) (22 أغسطس 1967 في طوكيو في اليابان – )؛ هو لاعب كرة قدم ياباني سابق كان يلعب كمهاجم.

## وصلات خارجية
- يوشيماسا سود على موقع رابطة كرة القدم اليابانية للمحترفين (اليابانية)
- يوشيماسا سود على موقع عالم كرة القدم.نت (الإنجليزية)